# Haika Grossman
 (juin 2024).
Si vous disposez d'ouvrages ou d'articles de référence ou si vous connaissez des sites web de qualité traitant du thème abordé ici, merci de compléter l'article en donnant les références utiles à sa vérifiabilité et en les liant à la section « Notes et références ».
Haika Grossman (en hébreu : חייקה גרוסמן), née le 20 novembre 1919 et morte le 26 mai 1996, est une femme politique israélienne et membre de la Knesset. Dans sa jeunesse, elle est une dirigeante sioniste en Europe, une partisane et une participante aux soulèvements des ghettos en Pologne occupée.

## Biographie
Grossman est née à Białystok, en Pologne. Adolescente, elle rejoint le mouvement de jeunesse socialo-sioniste HaShomer HaTzair. En tant que dirigeante du mouvement en Pologne, elle est envoyée dans la ville de Brześć Litewski pour y organiser les activités du mouvement et dans la région environnante.
Lorsque la Seconde Guerre mondiale éclate, elle s'installe à Wilno (devenu Vilnius, en Lituanie), où elle participe activement à la direction clandestine d'urgence de Hashomer Hatzaïr. Lors de l'invasion nazie de l'Union soviétique en 1941, elle retourne à Białystok, où elle contribue à organiser le mouvement clandestin du ghetto de Białystok. Elle sert de coursière entre ce ghetto et ceux de Wilno, Lublin, Varsovie et d'autres. En utilisant de faux papiers, elle réussit à se faire passer pour une Polonaise du nom d'Halina Woranowicz. Son identité polonaise lui permet de soutenir les mouvements clandestins dans de nombreuses villes et ghettos, ainsi que les unités partisanes émergentes qui se forment dans les forêts voisines de Pologne et de Lituanie. Aidée par Otto Busse, elle achète également des armes et contribue à leur introduction clandestine dans les ghettos. En 1943, elle participe au soulèvement du ghetto de Białystok et contribue à la création d'une unité clandestine.
Après la guerre, Grossman siège au Comité central des Juifs de Pologne et reçoit une médaille pour son héroïsme exceptionnel. Elle émigre en Palestine mandataire en 1948 et rejoint le kibboutz Evron en Galilée occidentale. Elle occupe également diverses fonctions au sein du parti Mapam. De 1950 à 1951, elle est à la tête du conseil régional de Ga'aton.
De 1969 à 1988 (hormis une pause entre 1981 et 1984), Grossman est membre de la Knesset pour la Mapam et l'Alignement (une alliance dont fait partie le Mapam). En tant que parlementaire, elle se concentre sur les questions sociales et la condition de la femme. Parmi les lois qu'elle contribue à faire adopter figurent le droit à l'Avortement, les lois relatives aux jeunes à risque et la loi interdisant de battre les enfants.
En 1993, Grossman est invitée à allumer l'une des douze torches traditionnellement allumées lors de la cérémonie nationale marquant Yom Ha'atzma'ut (le jour de l'indépendance d'Israël). Plus tard, lors d'une fête pour les allumeurs de torches, elle glisse dans un escalier et tombe dans le coma, qui dure trois ans, jusqu'à sa mort en 1996.

## Commémoration
En 2001, le centre éducatif « Beit Haika » est inauguré au kibboutz Evron. Le centre comprend une bibliothèque, une salle de réception, un auditorium et une salle d'étude qui sert également de salle commémorative pour Grossman et contient une grande partie de sa succession. Sur le mur d'entrée sont gravés ses mots : « Ne pleurez pas sur les tombes des héros et n'ayez pas honte de votre miséricorde. Nous ne vous demandons pas de faire preuve de miséricorde envers le monde, mais des actes. Des actes qui libéreront l'humanité des cauchemars, d'oppression et d'esclavage ».

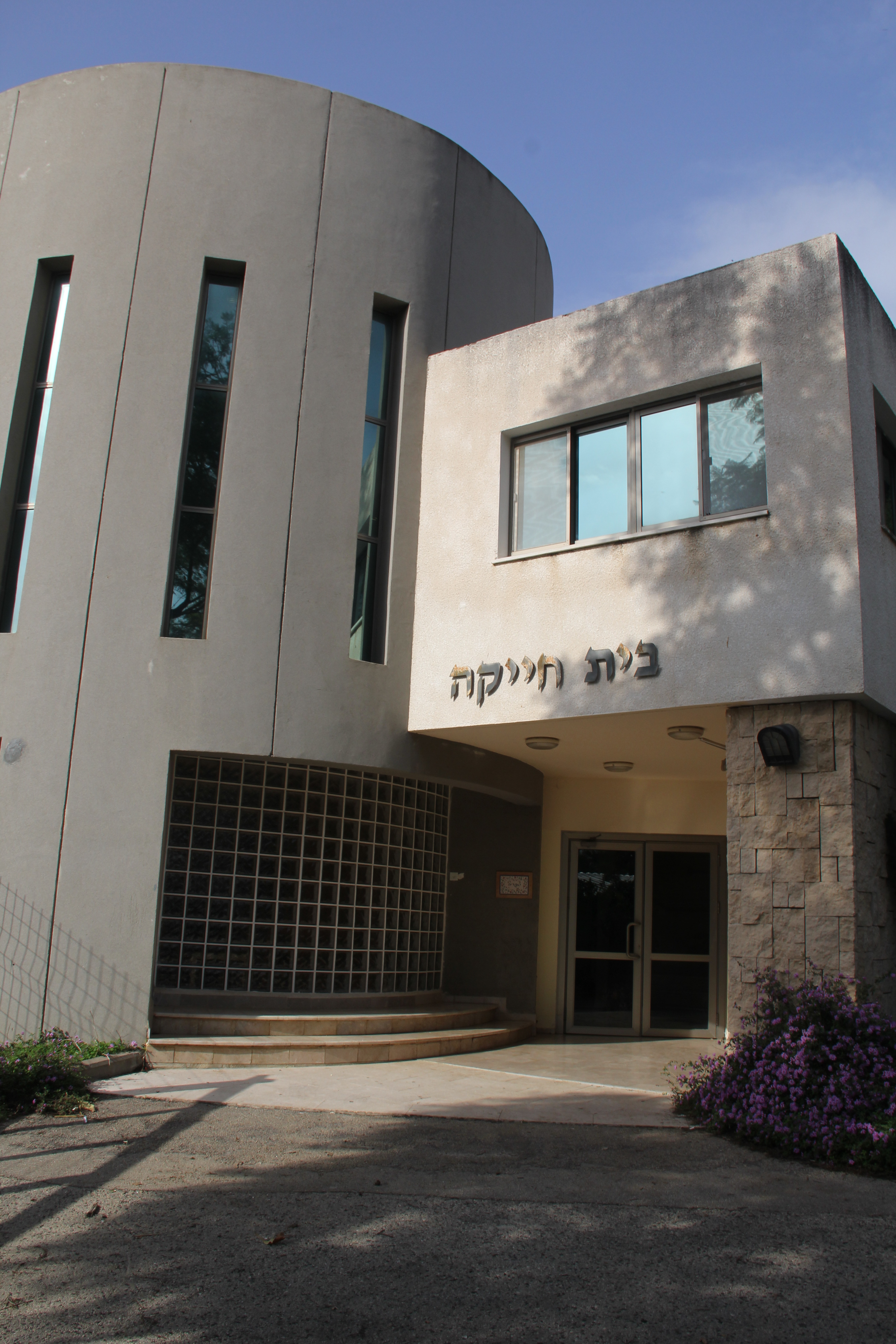
Maison haïka.

Les rues de Jaffa, Petah Tikva, Kfar Saba, Rishon Lezion et Ra'anana portent son nom.

## Sources
- Israel Gutman, Encyclopédie de l'Holocauste, New York : Macmillan, 1990, vol. 2. p. 621-622. Photo
- Site commémoratif

## Livre
- Grossman, Haïka. L'armée clandestine : les combattants du ghetto de Bialystak, Bibliothèque de l'Holocauste, 426 pp. ; 1988.